# El Peñón (Santander)
Pour les articles homonymes, voir El Peñón.
El Peñón est une municipalité colombienne située dans le département de Santander.